# Cratere Caesar
Caesar è un cratere sulla superficie di Oberon.